# 子宮峽部
子宮峽部，也称子宫峡，是子宮下方，靠近子宮頸的狭窄部份，長一公分，此部份子宮的肌肉（子宫肌层）較細較窄。在懷孕時會因為子宮內壓力讓子宮峽部擴張，成為子宮腔的一部份。子宮峽部連接子宮體和子宮頸。子宮峽部的下方是子宮頸內口，有較明顯的分界，但子宮峽和子宮體的分界較不明確。
子宮峽部在懷孕時會變的很柔軟，子宮峡部中間的通道因受擠壓而幾乎消失，此時的子宮頸和子宫看似不相連，變成分開的兩個區域，這稱為海格氏徵象。
子宮峽部是血管較少的部位，若產婦以剖宮產生產，在此部份橫向剖開子宮，理論上出血量會比較少。